# Caulnes
Caulnes (bret. Kaon) – miejscowość i gmina we Francji, w regionie Bretania, w departamencie Côtes-d’Armor.
Według danych na rok 1990 gminę zamieszkiwały 1992 osoby, a gęstość zaludnienia wynosiła 64 osoby/km² (wśród 1269 gmin Bretanii Caulnes plasuje się na 319. miejscu pod względem liczby ludności, natomiast pod względem powierzchni na miejscu 259.).